# Мазепа-Коваль, Галина Исааковна
Гали́на Исаа́ковна Мазе́па-Кова́ль (9 февраля 1910, Санкт-Петербург — 30 июня 1995, Каракас, Венесуэла) — украинская художница-модернист, иллюстратор.

## Биография
Первый ребёнок в семье Исаака Мазепы, будущего премьер-министра УНР и Наталии из рода Сингалевич. Имя Галины Мазепы стало известно многим ещё перед Великой Отечественной войной, когда она в конце 30-х годов принимала участие в разнообразных выставках во Львове. Уже тогда её искусство привлекало внимание зрителя модерными трактовками темы. Картины Галины Мазепы выставлялись на выставках в Риме, Берлине и Праге. В последнем из этих городов художница жила долгое время. Здесь она закончила Государственную художественно-промышленную школу в 1935 году. В мастерских Сергея Мако, Роберта Лисовского, и прежде всего у проф. Кратохвиля она получила те основы в искусстве, которые сформировали определённое направление в её будущем как художницы.

## Творчество Галины Мазепы
С 1935 Галина Мазепа получает известность как график-иллюстратор литературных изданий для детей. В области этой отрасли искусства она заняла почётное место. Своим оригинальным способом иллюстрирования она оформила сказки-пьесы О. Олеся «Приключения бабушки», «Бабушка в гостях у медведя», «Медведь в гостях у бабушки», а после титульные страницы «Школьника» и «Школьницы», изданных Л. Полтавой в 1945 году. Кроме иллюстрирования книги «Радуга» и «Крылатых», художница оформляет «Цветок счастья» Т. Билецкой, «Сонцеборы» и другие школьные учебники и книжки: «Зуб времени» и «Ивасик-Телесик».
В апреле 1945 г. во время бомбардировки Праги американцами погибла её мать, Наталья Сингалевич, вместе с двумя внуками — сыновьями Галины.

## Венесуэльский период
После вынужденного выезда из Европы в Венесуэлу с семьёй в конце 1947 года, для государства тропического климата и ярких цветов, Галина Мазепа оказалась наиболее продуктивной. Её творческая наработка очень большая. О её плодотворном труде свидетельствуют такие художественные произведения на украинские темы, как: «Гадание» (1946), «Русалки» (1948), «Гуцульска мать» (1972), «Нимфа» (1977), «Три женщины» (1977) и много других .
В Венесуэле Галина Мазепа работала художником в киностудии «Боливар-фильм», где успешно создавала иллюстрации для мультипликационных фильмов, выставляла свои картины в Венесуэле, США , Канаде.

## Награды за творчество
Картины Галины Мазепы были отмечены наградами на многих конкурсах. в 1956 году в Венесуэле в Национальном салоне её произведение получило первую премию, которую ей вручил Президент страны.
Эта награда была вручена за рельефную картину, на которой вылеплена Божья Матерь, держащая Покрова — полотенце, которым прикрывала лодку-чайку с казаками от турок. Этим произведением, которое получило такое высокое признание страны, в которой Галина Мазепа тогда жила, как и другими своими произведениями, художница знакомила другой мир с украинской темой и украинскими традициями.